# Barbara Britch
Barbara Ann Britch-Craig (* 30. März 1951 in Anchorage, Alaska) ist eine ehemalige US-amerikanische Skilangläuferin.
Britch wurde 1967 nationale Meisterin in der Juniorenklasse über 5 Kilometer, ein Jahr später gewann sie Silber. Als Profi wurde sie 1970 Dritte über 10 Kilometer und 1971 über 5 Kilometer. 1972 nahm sie in Sapporo, Japan an den Olympischen Winterspielen teil. Auf der 5-Kilometer-Strecke erreichte sie den 31. Platz. Zusammen mit Alison Owen-Spencer und Martha Rockwell wurde sie in der 3-mal-5-Kilometer-Staffel elfte. Bei der Winter-Universiade 1972 in Lake Placid gewann sie Bronze mit der Staffel. Zudem errang sie dort den sechsten Platz über 10 km und den fünften Platz über 5 km.
Britch bekam 1969 den Finlandia Award für besondere Leistungen als US-amerikanische Skilangläuferin verliehen. Sie studierte an der Alaska Methodist University. Sie ist verheiratet und lebt in Juneau, Alaska, wo sie als Immobilienmaklerin arbeitet.